# Roseville, Illinois
Roseville är en ort (village) i Warren County i Illinois. Vid 2010 års folkräkning hade Roseville 989 invånare.

## Kända personer från Roseville
- Helen Nielsen, författare